# East Providence
East Providence est une ville de l'État de Rhode Island aux États-Unis. Fondée en 1812, la ville est incorporée en 1958.

## Géographie

### Situation
La municipalité, situé dans le nord-est de l'État, s'étend sur 16,55 milles carrés (42,86 km2), dont 13,24 milles carrés (34,29 km2) de terres. Elle est séparée de Providence par le fleuve homonyme à l'ouest et est limitrophe du Massachusetts à l'est.
|            | Pawtucket       |                         |
| Providence | East Providence | Seekonk (Massachusetts) |
|            | Barrington      |                         |

### Localités et quartiers
- Boyden Heights
- Bullocks Point
- Crescent Park
- Fort Hill
- Kent Heights
- Narragansett Terrace
- Omega
- Phillipsdale
- Riverside
- Rumford
- Silver Spring
- Squantum
- Watchemoket

## Histoire
Entre 1641 et 1661, la colonie de Plymouth achète de vastes territoires aux populations de la région pour former une nouvelle colonie appelée Rehoboth. En 1812, la partie occidentale rattachée au Massachusetts prend le nom de Seekonk. Enfin en 1862, l'ouest de Seekonk est rattaché au Rhode Island et incorporé sous le nom d'East Providence. Elle prend le statut de city en 1958.

## Politique et administration
En 2016, les habitants de la ville ont adopté par référendum une nouvelle organisation municipale avec un maire et un conseil élus en remplacement du système à gérance municipale. En novembre 2018, Roberto DaSilva a été élu maire et est entré en fonction le 9 janvier 2019.